# Hell Gate

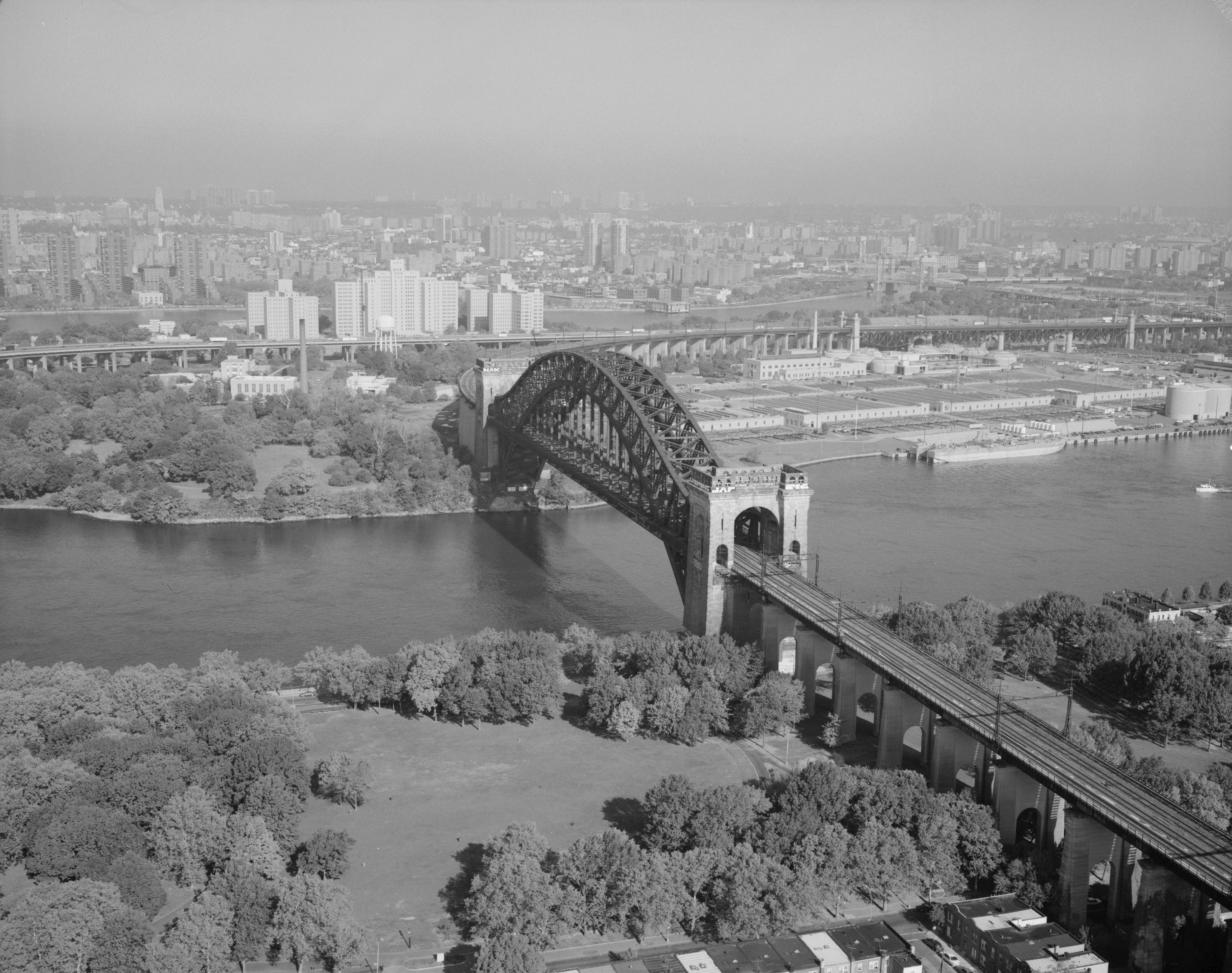
Le Hell Gate Bridge avec, au premier plan, le quartier de Queens.

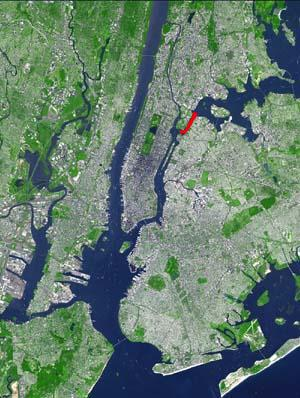
Repérage en rouge du détroit de Hell Gate, sur un cliché satellite du port de New York. Il sépare Ward's Island (à l'ouest) d’Astoria (Queens).

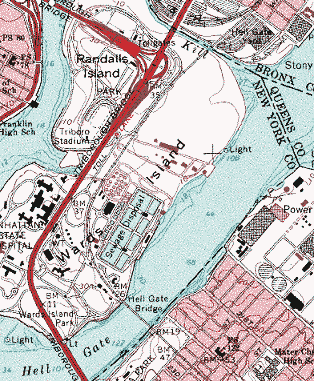
Carte d'État-major avec Hell Gate tout en bas.

Hell Gate est un détroit de l’East River à New York. Le seuil rocheux à cet endroit représenta, jusqu'à la fin du XIXe siècle, un des principaux dangers pour les navires. Aujourd'hui, le chenal sépare l’île de Ward (à l'ouest) d’Astoria (Queens).

## Étymologie
Le nom de Hell Gate est une corruption du néerlandais Hellegat (transcrit Helle Gadt sur les plus vieilles cartes hollandaises), qui peut signifier, soit « détroit lumineux », soit « accès dégagé » et qui désignait à l'origine la totalité de l’East River. L’explorateur hollandais Adriaen Block, premier Européen réputé avoir franchi ce détroit, le décrit dans son journal de bord de 1614, alors qu'il naviguait à bord de l’Onrust. « Hellegat » est un nom de canal assez fréquent aux Pays-Bas : on n'en dénombre pas moins de 20 exemples. Le nom était devenu familier aux explorateurs de la Côte Est, à cause des dangers pour la navigation : hauts-fonds, courants imprévisibles du Long Island Sound, du détroit de Harlem River, de l'Upper Bay du port de New York et de plusieurs autres chenaux, la plupart remblayés depuis ; c'est ainsi que le mot s’anglicisa.

## Histoire
Au mois d'octobre 1776, l’amiral Howe détacha une partie de sa flottille vers ce détroit, décision qui parut à l'époque une manifestation d'inconscience.
En 1851, le génie militaire américain entreprit de dégager à l'explosif le seuil rocheux du détroit ; le chantier allait s'étaler sur 70 ans. Le 24 septembre 1876, le génie plaça 23 t d’explosifs pour faire sauter le seuil rocheux, et bientôt d'autres interventions suivirent. C'est le 10 octobre 1885 que le génie militaire procéda à la plus forte explosion du chantier : il réduisit le haut-fond de Flood Rock en un tas de rochers grâce à 140 t d’explosifs. On put ressentir le souffle de la déflagration jusqu'à Princeton (New Jersey) et l'explosion provoqua un jet d'eau de 75 m de hauteur. Un article de 2006 qualifie l’événement de « plus forte explosion programmée avant la bombe atomique », bien que la détonation de la Bataille de Messines (1917) fût plusieurs fois plus intense. Les déblais produits par le déroctage purent être réemployés en 1890 pour combler le fossé séparant Great Mill Rock et Little Mill Rock. Ces deux îlots ne forment plus depuis qu'une seule île : celle de Mill Rock. Cet événement a inspiré la conclusion apocalyptique d’un roman de Bram Stoker, Le Repaire du ver blanc.

Le HMS Hussar, prise de guerre facile des insurgents, qui s'emparèrent avec ce navire de la solde des contingents anglais de Nouvelle-Angleterre après l'échouage (1780).

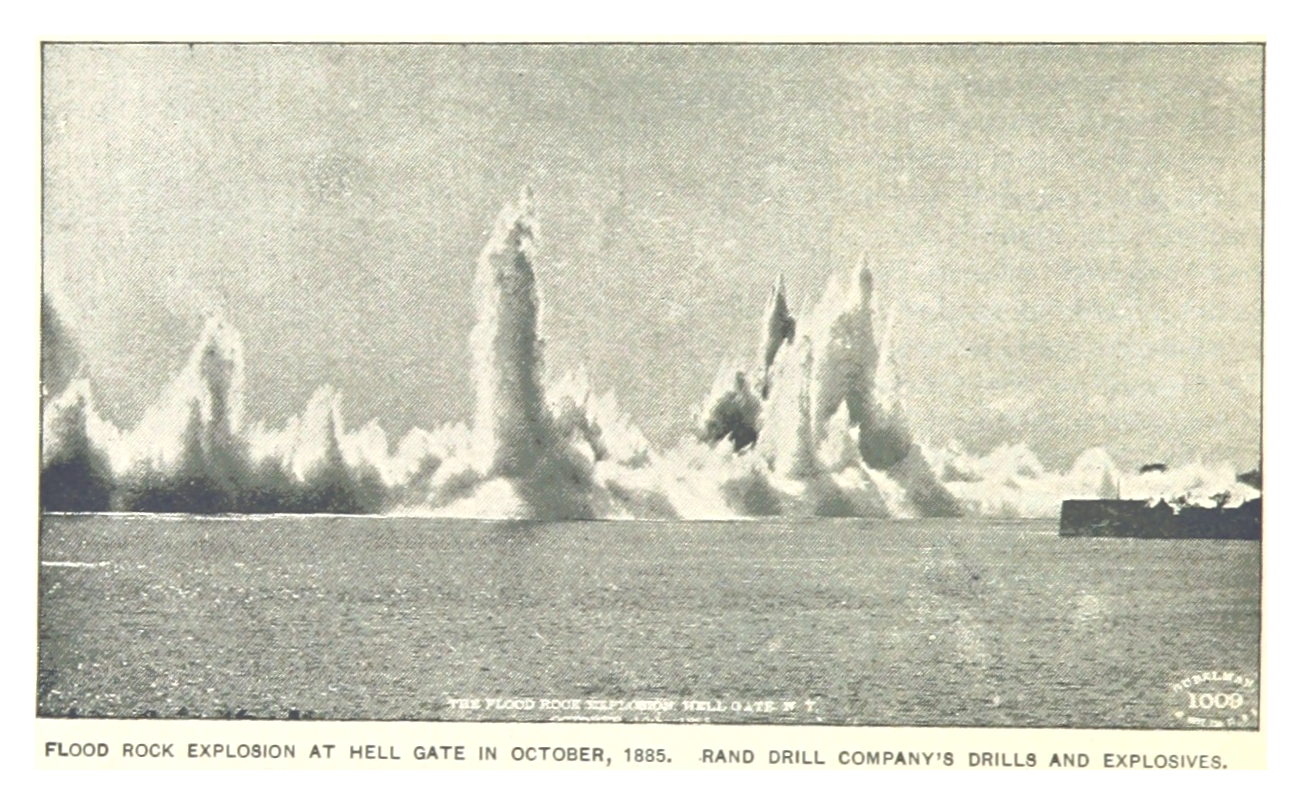
L’explosion de 1885.

Jusqu’à la fin du XIXe siècle, des centaines de navires s'étaient échoués à travers le détroit, notamment le HMS Hussar (1763). Un premier pont fut établi à travers ce passage en 1917 : la connexion ferroviaire de New York (qui est aujourd'hui appelé le Hell Gate Bridge). Il relie l'île de Ward au Queens et assure ainsi le transit entre New York et la Nouvelle-Angleterre. Depuis 1936, le détroit est aussi traversé par le pont routier de Triborough, qui relie Manhattan, le Bronx et le Queens.

## Dans la culture

### Film
- Hell Gate: The Watery Grave (1977), est un documentaire de 50 minutes, narré par Alexander Scourby, consacré à divers aspects de l'histoire du port de New York, et notamment au dégagement du chenal, à la construction du pont de Hell Gate et au naufrage du steamship PS General Slocum.
- Under Hellgate Bridge (1999), réalisé par Michael Sergio, est un thriller dont l'action se déroule dans le Queens, et où le pont est un élément important du décor[13]
- Dans Gangs of New York (2002), réalisé par Martin Scorsese, le héros, Amsterdam Vallon (Leonardo DiCaprio), est confié à l'orphelinat de Hell Gate à la mort de son père.

### Littérature
- Dans le roman historique L’Écumeur de mer (1830) de James Fenimore Cooper, Hell Gate forme une des scènes les plus captivantes de la chasse du brigantin Water Witch par le HMS Coquette[14],[15]. Le Water Witch est commandé par Thomas Tiller, un aventurier intrépide, tandis que le HMS Coquette est commandé par le capitaine Cornelius van Cuyler Ludlow, jeune officier new-yorkais tout juste issu des écoles de la Royal Navy.

## Voir également
- (en) Cet article est partiellement ou en totalité issu de l’article de Wikipédia en anglais intitulé « Hell Gate » (voir la liste des auteurs).
- East River NYC
- (en) Rapport du génie militaire : l'aménagement de Hell Gate